# Víctor Narro
Víctor Narro Valero (Palma de Mallorca, 27 de mayo de 1999) es un futbolista español que juega como delantero en la U. C. Sampdoria de la Serie B.

## Trayectoria
Empezó a jugar al fútbol en las categorías inferiores del R. C. D. Mallorca y S. D. La Salle antes de unirse al fútbol base del Villarreal C. F. en enero de 2017. El 14 de julio de 2018, tras finalizar su formación, fue asignado para jugar una temporada en el club conveniado C. D. Roda en la ya extinta Tercera División.
Debutó con el C. D. Roda el 4 de octubre de 2018 partiendo como titular en una victoria por 2-1 frente al Paterna C. F. y anota su primer gol el siguiente 25 de noviembre para meter el primer tanto de su equipo en un empate por 2-2 contra el Orihuela C. F. Tras finalizar la temporada con 3 goles en 35 partidos, regresó al Villarreal C. F. donde fue asignado al equipo C también en la Tercera División.
Jugó la temporada 2020-21 en el filial disputando la antigua Segunda División B, para dejar el club el 31 de julio de 2021. Tres días después se oficializó su incorporación Real Valladolid Promesas, filial del Real Valladolid, con un contrato por una temporada y para disputar la recién creada Primera División RFEF.
Debutó con el primer equipo vallisoletano el 13 de noviembre de 2021, entrando como sustituto en la segunda parte de Álvaro Aguado en una victoria por 3-0 frente al C. F. Fuenlabrada en la Segunda División. Tuvo minutos en otros cuatro partidos entre Liga y Copa del Rey, pero al final de temporada el club decidió no ampliar su contrato.
El 24 de junio de 2022 se anunció su fichaje por el R. C. Deportivo de La Coruña hasta 2024. En sus primeros meses participó en quince encuentros y el 31 de enero de 2023 fue cedido al Club Deportivo Atlético Baleares hasta el final de la temporada. Tras la misma regresó a La Coruña, aunque el 11 de agosto llegó a un acuerdo para rescindir su contrato. Tres días después firmó por el Club Deportivo Lugo.
El 3 de julio de 2024 fichó por el Gimnàstic de Tarragona para las siguientes dos temporadas. Cumplió una de ellas y el 13 de agosto de 2025 fue traspasado a la U. C. Sampdoria, con la que firmó hasta junio de 2028.

## Clubes
Actualizado al último partido disputado el 25 de mayo de 2024.
| Club                             | País          | Año           | Partidos | Goles |
| -------------------------------- | ------------- | ------------- | -------- | ----- |
| C. D. Roda                       | España        | 2018-2019     | 35       | 3     |
| Villarreal C. F. "C"             | España        | 2019-2020     | 27       | 4     |
| Villarreal C. F. "B"             | España        | 2020-2021     | 21       | 0     |
| Real Valladolid C. F. Promesas   | España        | 2021-2022     | 27       | 6     |
| Real Valladolid C. F.            | España        | 2021-2022     | 5        | 0     |
| R. C. Deportivo de La Coruña     | España        | 2022-2023     | 15       | 0     |
| C. D. Atlético Baleares (cedido) | España        | 2023          | 17       | 1     |
| C. D. Lugo                       | España        | 2023-2024     | 32       | 2     |
| Gimnàstic de Tarragona           | España        | 2024-2025     | 41       | 6     |
| U. C. Sampdoria                  | Italia        | 2025-act.     |          |       |
| Total carrera                    | Total carrera | Total carrera | 220      | 22    |